# Dicodonium jeffersoni
Dicodonium jeffersoni är en nässeldjursart som först beskrevs av Mayer 1900.  Dicodonium jeffersoni ingår i släktet Dicodonium och familjen Corynidae. Inga underarter finns listade i Catalogue of Life.